# Густав Горн
Густав Горн аф Бьорнеборг (швед. Gustav Horn af Björneborg; 22 жовтня 1592 — 10 травня 1657) — військовий діяч Шведського королівства, учасник Тридцятирічної війни, граф, фельдмаршал.

## Життєпис
Походив з впливового шведського клану Горн, роду Горн аф Бьорнеборг. Молодший син фельдмаршала Карла Горна і Агнети фон Дельвіг. Народився 1592 року у замку Ербігус лена Уппсала, де його батько перебував в ув'язненні разом з родиною.
Здобув гарну освіту протягом 1609—1612 роках в університетах Ростока, Єни і Тюбінгену. військову службу розпочав 1613 року в поході його брата Еверта Горна під час війни з Московським царством. Відзначився при захопленні Івангорода і Копор'є. З 1614 року навчався військовій справі в Моріца Оранського, штатгальтера Республіки Сполучених провінцій. 1618 року стає камергером короля Густава II Адольфа.
1621 року у званні полковника Норландського полку відзначився під час облоги Риги, де був важко поранений. 1625 року захопив Тарту. Спільно з губернатором Якобом Делагарді у 1625—1628 роках здійснював захист Лівонії від спроб Речі Посполитої її відвоювати. 1625 року стає членом Риксроду. 1628 року пошлюбив представницю впливового роду Оксенштерна. 1626 року звитяжив у битвах під Вальгофом і Венденом. 1628 року стає фельдмаршалом.
1630 року перед висадкою шведської армії в Померанії стає заступником короля Густава II Адольфа в командуванію військами. 1631 року у битві під Брейтенфельдом в значні мірі сприяв перемозі шведів над імператорською армією Йоганна Тіллі. Слідом за цим очолив війська у південній Франконії, де захопив місто Мергентгайм. Потім діяв спільно з королем в Баварії, де було зайнято Аугсбург. Очолив війська у рейнській кампанії, захопивши Кобленц і Трір. Потім діяв переважно у Швабії. В цей час помирає його дружина.
1632 року після загибелі Густава II Адольфа разом з Юханом Банером стає очільником шведських військ в Німеччині. Втім не зміг ефективно взаємодіяти з протестанською армією Бернарда Саксен-Веймарського. Тому Горн залишав у Швабії та Баварії. У 1634 року не зміг завадити об'єднанню іспанського війська на чолі із інфантом-кардиналом Фердинандом та спадкоємцем трону Фердинандом Угорським. Неввдовзі Горн об'єднався з Бернардом Саксен-Веймарським, але зазнав поразки у битві при Нердлінгені. Сам Густав Горн потрапив у полон, де перебував до 1642 року.
По поверненню до Швеції стає віце-президентом військової колегії. 1643 року оженився вдруге. 1644 року з початком війни проти Данії очолив війська в Сконе, захопивши усю цю провінцію, окрім міста Мальме і Крістіанстад. Облягав Мальме до 1645 року, коли було укладено Бремсебруський мир. Водночас призначається лангманом і головою судового округу Південна Фінляндія.
1651 року стає графом Бьорнеборг у Фінляндії та бароном Марієнборг в Лівонії. 1652 року стає генерал-губернатором Лівонії. 1653 року очолив військову колегію. З початком війни з Річ Посполитою 1655 року очолив оборону Лівонії. Помер 1657 року.

## Родина
1. Дружина — Крістіна, донька графа Акселя Оксеншерни
Діти:
- Агнета (1629—1672), дружина барона Ларса Круза Гудема
- Аксель (1630—1631)

2. Дружина — Сігрід Бельке
Діти:
- Анна Катаріна (1644)
- Крістіна (1646)
- Ебба Сиґрід (1646)
- Гелена (1647—1648)
- Марія Елеонора (1648—1652)
- Густав Карл (1650—1654)
- Еверт (1652—1654)
- Єва (1653—1740), дружина Нілса Бельке, фельдмаршала
- Хедвіга Ловіс (1655–д/н), дружина: 1) барона Турі Спарре; 2) Бернгарда фон Левіна, генерала